# College Football Hall of Fame
La College Football Hall of Fame è una Hall of fame e un museo dedicata al football universitario. Originariamente ubicata a South Bend, Indiana, era collegata a un centro congressi ed era situata nel nuovo centro cittadino, due miglia a sud del campus dell'Università di Notre Dame. La chiusura di questo edificio e il trasferimento ad Atlanta erano inizialmente previste per il 2012; effettivamente la Hall of fame di South Bend è stata chiusa il 30 dicembre 2012; mentre la data di apertura della sede di Atlanta è stata nell'agosto 2014. La National Football Foundation (NFF) fondò la College Football Hall of Fame nel 1951 e tuttora sovrintende alla sua cura e alla sua gestione.

## Storia
Il piano originale della Hall of Fame prevedeva la sua collocazione alla Rutgers University a New Brunswick, New Jersey, luogo della prima sfida giocata con le regole del football moderno tra la Rutgers e il College of New Jersey, attualmente noto come Princeton University, che Rutgers vinse 6–4. Rutgers donò il terreno accanto al suo stadio da football, spazio per gli uffici e supporto amministrativo. Dopo anni di donazioni senza aver mai costruito nulla di concreto e nessun progetto concreto, il Procuratore Generale del New Jersey Attorney General iniziò un'indagine sullo stato delle finanze della fondazione della Hall of Fame, la National Football Foundation. In risposta a ciò, la fondazione spostò le sue operazioni a New York, dove continuò ad accumulare donazioni per diversi anni. Quando anche il Procuratore di New York iniziò le sue indagini le fondazione si trasferì di nuovo a Kings Mills, Ohio, dove finalmente iniziò la costruzione delle strutture nei pressi di Kings Island nel 1972.

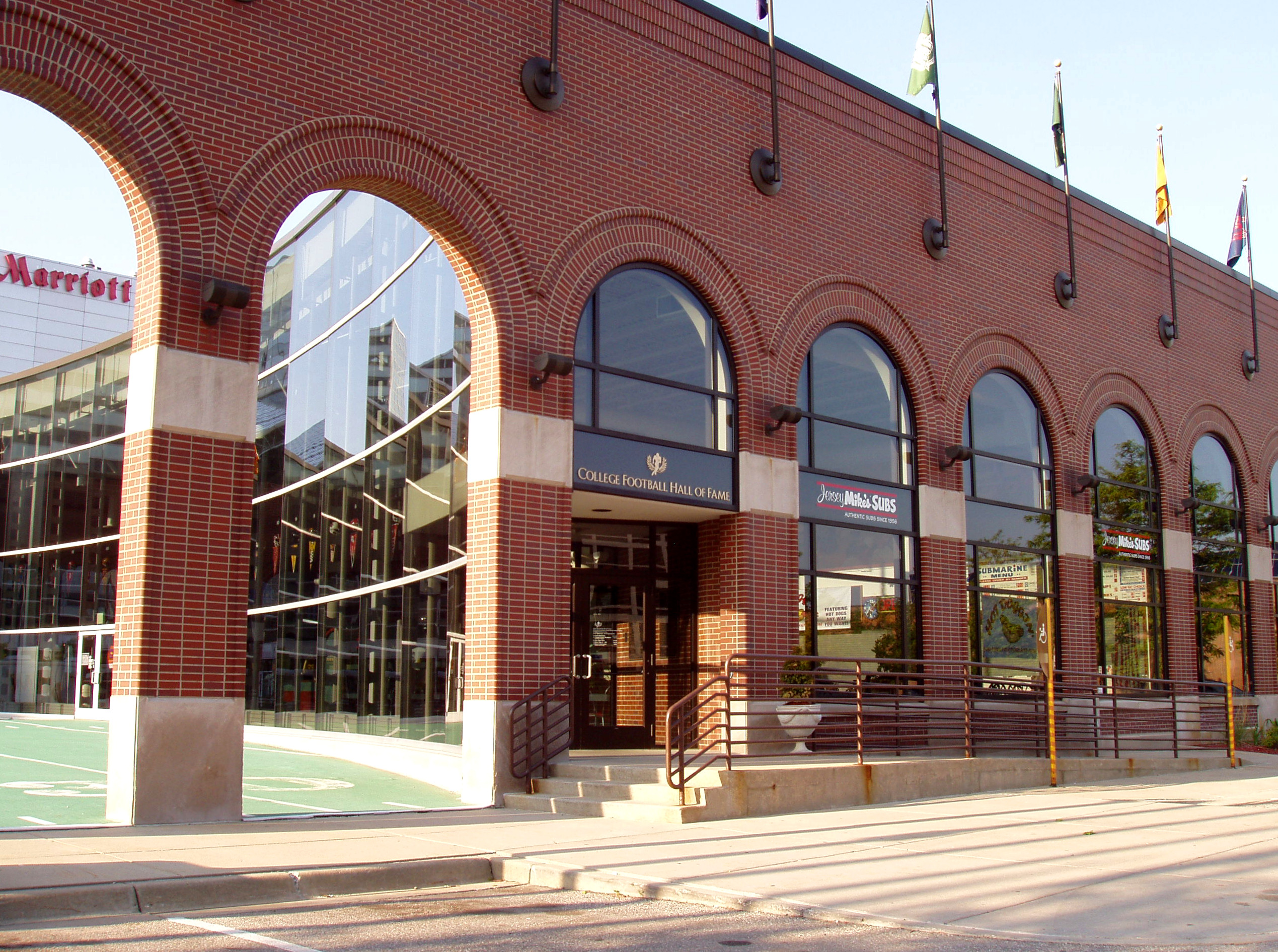
L'entrata laterale della Hall of Fame a South Bend, chiusa il 31 dicembre 2012.

Malgrado si fosse stimato che la locazione di South Bend avrebbe attirato più di 150.000 spettatori all'anno, la Hall of Fame ne attirò 115.000 nel suo primo anno (1995) e circa 80.000 negli anni successivi. Per questo motivo, nel settembre 2009 la Hall of Fame annunciò che si sarebbe trasferita ad Atlanta. Programmata la sua apertura per il 2014, la nuova struttura sarà accanto al Centennial Olympic Park, vicino ad altre attrazioni come il Georgia Aquarium, il World of Coca-Cola, il CNN Center e l'anticipato Centro per i Diritti Umani e Civili.

## Membri
Al 2018, 987 giocatori sono stati indotti College Football Hall of Fame, in rappresentanza di 306 diverse università. Gli istituti più rappresentati sono l'Università di Notre Dame (45 giocatori), la University of Southern California (40 giocatori) e l'Università del Michigan (32 giocatori). Inoltre sono stati indotti anche 214 allenatori.

### Giocatori per istituto
| Squadra        | Numero |
| -------------- | ------ |
| Notre Dame     | 45     |
| USC            | 40     |
| Michigan       | 32     |
| Tennessee      | 28     |
| Ohio State     | 25     |
| Yale           | 25     |
| Army           | 24     |
| Princeton      | 24     |
| Alabama        | 20     |
| Navy           | 20     |
| Oklahoma       | 20     |
| Penn State     | 19     |
| Harvard        | 18     |
| Minnesota      | 18     |
| Nebraska       | 18     |
| Penn           | 18     |
| Pittsburgh     | 18     |
| Stanford       | 18     |
| Texas          | 17     |
| California     | 16     |
| Northwestern   | 15     |
| Washington     | 15     |
| Georgia        | 14     |
| Georgia Tech   | 14     |
| Wisconsin      | 13     |
| Florida        | 12     |
| Michigan State | 12     |
| Texas A&M      | 10     |
| Iowa           | 9      |